# Siwuran (Maduran)
Siwuran is een bestuurslaag in het regentschap Lamongan van de provincie Oost-Java, Indonesië. Siwuran telt 985 inwoners (volkstelling 2010).